# 肯特 (印地安納州傑佛遜縣)
肯特（英語：Kent）是位於美國印地安納州傑佛遜縣的一個人口普查指定地區。

## 人口
根據2010年美國人口普查的數據，肯特的面積為0.27平方千米，當中陸地面積為0.27平方千米，而水域面積為0.00平方千米。當地共有人口70人，而人口密度為每平方千米259.26人。